# Distretto di Kalecik
Il distretto di Kalecik (in turco Kalecik ilçesi) è uno dei distretti della provincia di Ankara, in Turchia. Parte del distretto è compresa nel comune metropolitano di Ankara.